# Kazimierz Buczma
Kazimierz Buczma (ur. 1934 w Chorostkowie, zm. w styczniu 2011 w Poznaniu) – polski wojskowy i działacz państwowy, wojewoda kaliski (1982–1987).

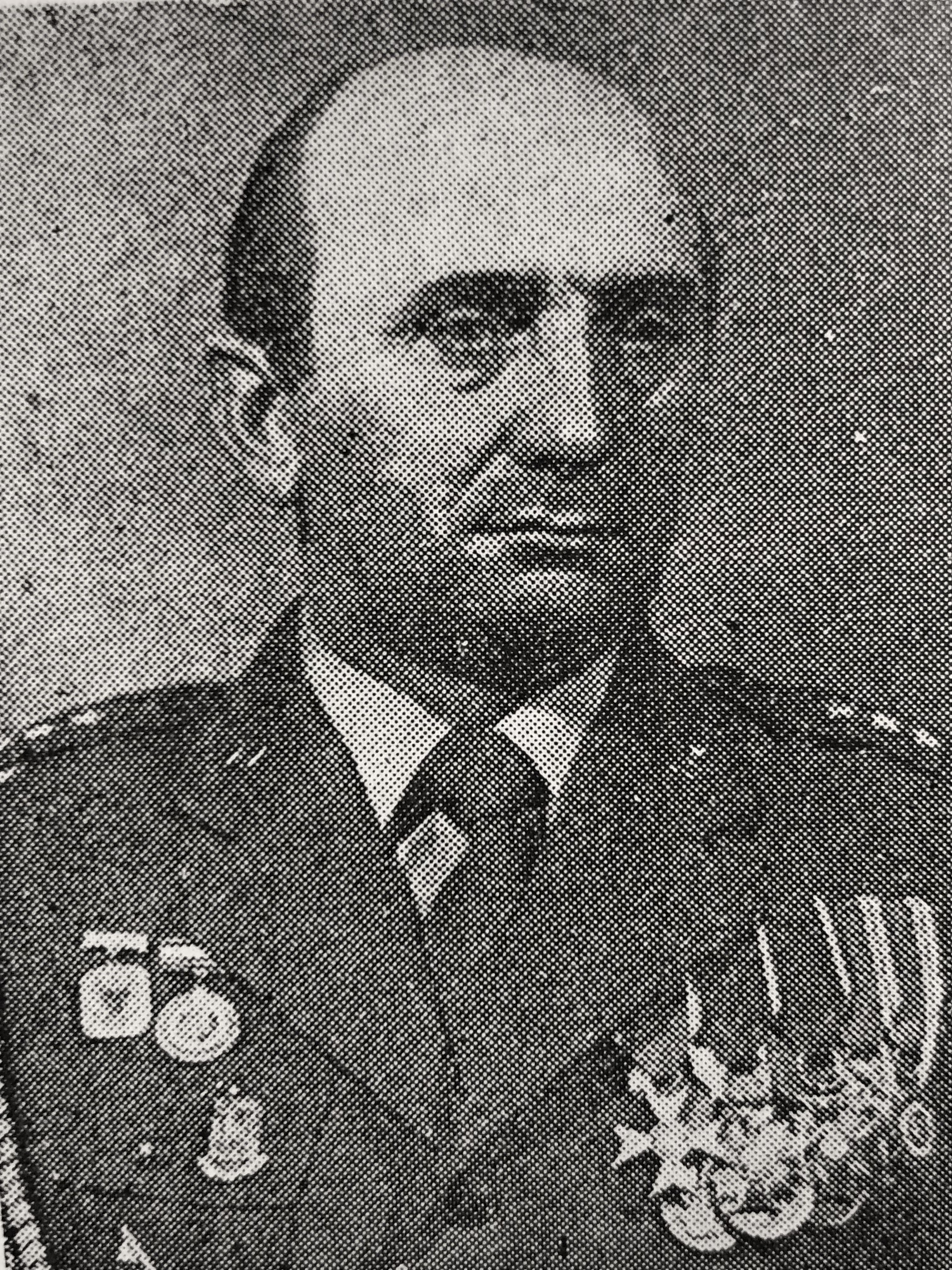
płk Kazimierz Buczma, 1978

Urodził się w rodzinie robotnika kolejowego. Od 1952 służył w Ludowym Wojsku Polskim. Po ukończeniu Oficerskiej Szkoły Samochodowej zajmował szereg stanowisk, m. in. szefa sztabu i komendanta ośrodka szkolenia specjalistów samochodowych.  W 1973 ukończył studia w Akademii Sztabu Generalnego WP. Pełniąc służbę w Śląskim Okręgu Wojskowym awansował do stopnia pułkownika. W 1978 wyróżniony wpisem do Honorowej Księgi Czynów Żołnierskich. Od 29 kwietnia 1975 do 28 lutego 1982 dowodził 9. Szkolnym Pułkiem Samochodowym. W marcu 1982 powołany przez premiera na stanowisko wojewody kaliskiego. W 1987 zastąpił go Marian Jóźwiak. Przez 2 kadencje był radnym Wojewódzkiej Rady Narodowej w Kaliszu.
Był żonaty z Barbarą, miał syna. Zmarł w styczniu 2011 roku.